# Балтийская мужская волейбольная лига
Балтийская лига — ежегодное международное соревнование мужских волейбольных команд Латвии, Литвы и Эстонии. В сезоне 2010/2011 участвовала дочерняя команда российского клуба «Динамо-Янтарь» РГУ-«Янтарь».
Проводится с 2005 года. До 2015 носила название Шенкер-лига по главному спонсору DB Schenker — немецкой логистической компании по использованию наземного, воздушного и морского транспорта.
Число участников колеблется от 7 (в сезоне 2022/2023) до 14 (в сезонах 2016/2017 и 2017/2018).

## Формула соревнований
В сезоне 2024/25 чемпионат проводился в два этапа — предварительный и плей-офф. На предварительной стадии 7 команд играли в 3 круга. Все команды вышли в плей-офф (победитель — напрямую в полуфинал) и далее по системе с выбыванием определили призёров турнира. Четвертьфинальные серии матчей проходили до двух побед одного из соперников, в полуфинале и финалах соперники проводили по одному матчу.
За победы со счётом 3:0 и 3:1 команды получают 3 очка, 3:2 — 2 очка, за поражение со счётом 2:3 — 1 очко, 0:3 и 1:3 — 0 очков.
В чемпионате сезона 2024/25 приняли участие 4 команды из Эстонии («Бигбанк» Тарту, «Селвер-ТалТех» Таллин, «Баррус» (Выру), «Пярну») и 3 — из Латвии («ДУ-Эзерземе» Даугавпилс, «Робежсардзе» Юрмала, «Екабпилс-Люши» Екабпилс). Команды Литвы от участия отказались. Чемпионский титул выиграл «Бигбанк», победивший в финале «Пярну» 3:1. 3-е место занял «Баррус». 

## Финалы
| Год  | Чемпион                | Финалист                 | Финал |
| ---- | ---------------------- | ------------------------ | ----- |
| 2006 | «Полиурс» Озолниеки    | «Пере Лейб» Тарту        | 3:1   |
| 2007 | «Селвер» Таллин        | «Ласе-Р» Рига            | 3:2   |
| 2008 | «Селвер» Таллин        | «Пере Лейб» Тарту        | 3:1   |
| 2009 | «Селвер» Таллин        | «Пере Лейб» Тарту        | 3:1   |
| 2010 | «Селвер» Таллин        | «Пере Лейб» Тарту        | 3:0   |
| 2011 | «Селвер» Таллин        | «Пярну»                  | 3:0   |
| 2012 | «Пере Лейб» Тарту      | «Селвер» Таллин          | 3:2   |
| 2013 | ТТЮ Таллин             | «Пярну»                  | 3:2   |
| 2014 | «Селвер» Таллин        | «Бигбанк» Тарту          | 3:1   |
| 2015 | «Бигбанк» Тарту        | «Селвер» Таллин          | 3:2   |
| 2016 | «Пярну»                | «Биоларс» Елгава         | 3:0   |
| 2017 | «Раквере»              | «Пярну»                  | 3:2   |
| 2018 | «Сааремаа» Курессааре  | «Пярну»                  | 3:2   |
| 2019 | «Бигбанк» Тарту        | «Сааремаа» Курессааре    | 3:2   |
| 2021 | «Селвер» Таллин        | «Сааремаа» Курессааре    | 3:1   |
| 2022 | «Бигбанк» Тарту        | «Тал-Тех» Таллин         | 3:0   |
| 2023 | «Бигбанк» Тарту        | «РТУ-Робежсардзе» Юрмала | 3:2   |
| 2024 | «Селвер-ТалТех» Таллин | «Бигбанк» Тарту          | 3:2   |
| 2024 | «Бигбанк» Тарту        | «Пярну»                  | 3:1   |

## Титулы
| Клуб                        | Победы |
| --------------------------- | ------ |
| «Селвер» Таллин             | 8      |
| «Пере Лейб»/«Бигбанк» Тарту | 6      |
| «Полиурс» Озолниеки         | 1      |
| ТТЮ Таллин                  | 1      |
| «Пярну»                     | 1      |
| «Раквере»                   | 1      |
| «Сааремаа» Курессааре       | 1      |